# Казанцев, Борис Александрович
Бори́с Алекса́ндрович Каза́нцев (1917 — 1 октября 2007, Москва, Россия) — советский дипломат. Чрезвычайный и полномочный посол.

## Биография
Член ВКП(б)/КПСС. Окончил Молотовский педагогический институт (1940) и Высшую дипломатическую школу МИД СССР (1945). На дипломатической работе с 1945 года.
- В 1946—1950 годах — второй секретарь Посольства СССР в Аргентине.
- В 1950—1952 годах — сотрудник центрального аппарата МИД СССР.
- В 1952—1954 годах — сотрудник Посольства СССР в США.
- В 1954—1955 годах — сотрудник центрального аппарата МИД СССР.
- В 1955—1959 годах — первый секретарь, советник Посольства СССР в Мексике.
- В 1959—1960 годах — советник МИД СССР.
- В 1960—1961 годах — советник Посольства СССР на Кубе.
- В 1961—1963 годах — сотрудник центрального аппарата МИД СССР.
- В 1963—1968 годах — советник Посольства СССР в Мексике.
- В 1968—1970 годах — советник-посланник Посольства СССР в Мексике.
- В 1970—1974 годах — на ответственной работе в центральном аппарате МИД СССР.
- В 1974—1975 годах — советник-посланник Посольства СССР в Венесуэле.
- С 24 июля 1975 по 10 апреля 1981 года — чрезвычайный и полномочный посол СССР в Боливии[1].

С 1981 года — в отставке, на научно-преподавательской работе в Дипломатической академии МИД СССР.

## Награды и звания
- Два ордена «Знак Почёта».
- Медали СССР.
- Почётная грамота Президиума Верховного совета РСФСР.
- Почётный работник Министерства иностранных дел Российской Федерации.